# Ciliopharyngiella constricta
Ciliopharyngiella constricta is een platworm (Platyhelminthes). De worm is tweeslachtig. De soort leeft in het zoute water.
Het geslacht Ciliopharyngiella, waarin de platworm wordt geplaatst, wordt tot de familie Ciliopharyngiellidae gerekend. De wetenschappelijke naam van de soort werd voor het eerst geldig gepubliceerd in 1981 door Martens & Schockaert.